# Kazuhiro Kawata
Kazuhiro Kawata (川田 和宏 Kawata Kazuhiro?, nacido el 11 de junio de 1982 en Nakama, Fukuoka) es un exfutbolista japonés. Jugaba de centrocampista y su último club fue el Blaublitz Akita de Japón.

## Trayectoria

### Clubes
| Club                | País  | Año         |
| ------------------- | ----- | ----------- |
| Oita Trinita        | Japón | 2005 - 2006 |
| Gainare Tottori     | Japón | 2007        |
| Matsumoto Yamaga FC | Japón | 2008        |
| FC Ganju Iwate      | Japón | 2009        |
| Akita FC Cambiare   | Japón | 2010        |
| Blaublitz Akita     | Japón | 2011 - 2016 |

## Estadística de carrera

### J. League
| Club            | Año   | J. League | J. League | Copa J. League | Copa J. League | Total | Total |
| Club            | Año   | Part.     | Goles     | Part.          | Goles          | Part. | Goles |
| --------------- | ----- | --------- | --------- | -------------- | -------------- | ----- | ----- |
| Oita Trinita    | 2005  | 9         | 0         | 4              | 0              | 13    | 0     |
| Oita Trinita    | 2006  | 1         | 0         | 1              | 0              | 2     | 0     |
| Blaublitz Akita | 2014  | 32        | 0         | -              | -              | 32    | 0     |
| Blaublitz Akita | 2015  | 35        | 2         | -              | -              | 35    | 2     |
| Blaublitz Akita | 2016  | 21        | 0         | -              | -              | 21    | 0     |
| Total           | Total | 98        | 2         | 5              | 0              | 103   | 2     |